# Rio Cambambe
O rio Cambambe é um curso de água de Angola. É o rio principal de uma da mais importantes bacias da província de Luanda, a bacia do Cambambe, a maior inteiramente luandina.
O nascedouro do rio Cambambe está localizado no lago-nascente do Quicuxi, no município de Viana. O rio deságua na baía do Mussulo, no município de Talatona.